# Munébrega
Munébrega és un municipi de la província de Saragossa situat a la comarca de la Comunitat de Calataiud. El 2024 tenia 361 habitants.